# Seongbuk-gu
Seongbuk-gu är ett av de 25 stadsdistrikten (gu) i Seoul, Sydkoreas huvudstad.  Seongbuk ligger i mitten av norra delen av staden. 

## Administrativ indelning
Seongbuk-gu består av 20 stadsdelar (dong):
- Anam-dong (안암동 安岩洞)
- Bomun-dong (보문동 普門洞)
- Donam-dong (돈암동 敦岩洞) (Donam 1-dong, Donam 2-dong)
- Dongseon-dong (동선동 東仙洞)
- Gireum-dong (길음동 吉音洞) (Gireum 1-dong, Gireum 2-dong)
- Jangwi-dong (장위동 長位洞) (Jangwi 1-dong, Jangwi 2-dong, Jangwi 3-dong)
- Jeongneung-dong (정릉동 貞陵洞) (Jeongneung 1-dong, Jeongneung 2-dong, Jeongneung 3-dong, Jeongneung 4-dong)
- Jongam-dong (종암동 鍾岩洞)
- Samseon-dong (삼선동 三仙洞)
- Seokgwan-dong (석관동 石串洞)
- Seongbuk-dong (성북동 城北洞)
- Wolgok-dong (월곡동 月谷洞)(Wolgok 1-dong, Wolgok 2-dong)